# 1895 a sportban
1895 legfontosabb sporteseményei a következők voltak:
- december 19. – A világ nemzeti olimpiai bizottságai közül ötödikként, Berzeviczy Albert elnökletével megalakul a Magyar Olimpiai Bizottság
- A budapesti Műkorcsolya Európa-bajnokságon Földváry Tibor megszerzi a magyar sport első Európa-bajnoki címét

## Születések
| Születés       | Név                    | Nemzetiség, sportág, eredmények | Halálozás |
| -------------- | ---------------------- | --- | --------- |
| ?              | Barna Frigyes          | magyar válogatott jégkorongozó, olimpikon                                                                                           | ?         |
| január 11.     | Paddy Driscoll         | NFL-bajnok amerikai amerikaifutball-játékos, College Football Hall of Fame- ás Pro Football Hall of Fame-tag, baseballjátékos       | 1968      |
| január 28.     | Kristian Hansen        | olimpiai ezüstérmes dán tornász | 1955      |
| január 28.     | Leo Zobel              | / szlovákiai sakkmester, csehszlovák bajnok                                                                                         | 1962      |
| február 2.     | George Halas           | NFL-bajnok amerikai amerikaifutball-játékos, edző, csapattualjdonos, Pro Football Hall of Fame-tag, kosárlabdázó és baseballjátékos | 1983      |
| február 2.     | Kristian Larsen        | olimpiai ezüstérmes dán tornász | 1972      |
| február 6.     | Babe Ruth              | World Series bajnok amerikai baseballjátékos, National Baseball Hall of Fame and Museum tag                                         | 1948      |
| február 15.    | Jimmy Ring             | World Series bajnok amerikai baseballjátékos                                                                                        | 1965      |
| február 18.    | Ettore Bellotto        | olimpiai bajnok olasz tornász | 1966      |
| február 20.    | Hans Hovgaard Jakobsen | olimpiai ezüstérmes dán tornász | 1980      |
| március 2.     | Herbert Drury          | kanadai születésű olimpiai ezüstérmes amerikai jégkorongozó                                                                         | 1965      |
| március 3.     | Ernie Collett          | olimpiai bajnok kanadai jégkorongozó                                                                                                | 1951      |
| március 20.    | Robert Benoist         | francia autóversenyző | 1944      |
| március 23.    | Gustav Bayer           | olimpiai ezüstérmes norvég tornász                                                                                                  | 1977      |
| március 26.    | Vilho Tuulos           | olimpiai bajnok finn hármasugró, távolugró                                                                                          | 1967      |
| április 4.     | George Fish            | olimpiai bajnok amerikai rögbijátékos, orvos                                                                                        | 1977      |
| április 13.    | Ivan Stedman           | olimpiai ezüstérmes ausztrál úszó                                                                                                   | 1979      |
| április 22.    | René Boulanger         | olimpiai bronzérmes francia tornász                                                                                                 | 1949      |
| május 11.      | Jacques Brugnon        | olimpiai ezüstérmes, Australian Open, Roland Garros, Wimbledon és Davis-kupa győztes francia teniszező                              | 1978      |
| május 14.      | Hirsch Elemér          | román válogatott labdarúgó, fedezet, edző, műkorcsolyázó, olimpikon                                                                 | 1953      |
| május 15.      | Joe Evans              | World Series bajnok amerikai baseballjátékos                                                                                        | 1951      |
| május 15.      | Jimmy Smith            | World Series bajnok amerikai baseballjátékos                                                                                        | 1974      |
| május 27.      | Frank Snyder           | World Series bajnok amerikai baseballjátékos                                                                                        | 1962      |
| május 28.      | Hamilton Jukes         | / kanadai-brit olimpiai bronzérmes jégkorongozó                                                                                     | 1951      |
| június 11.     | Frank Fredrickson      | olimpiai bajnok és Stanley-kupa-győztes kanadai válogatott jégkorongozó, HHOF-tag                                                   | 1979      |
| június 28.     | Félix Logiest          | olimpiai bronzérmes belga tornász                                                                                                   | ?         |
| július 10.     | Gösta Törner           | olimpiai bajnok svéd tornász | 1971      |
| augusztus 13.  | Barta István           | olimpiai bajnok magyar vízilabdázó                                                                                                  | 1948      |
| augusztus 24.  | Lauritz Wigand-Larsen  | olimpiai ezüstérmes norvég tornász                                                                                                  | 1951      |
| augusztus 30.  | Zsák Károly            | magyar válogatott labdarúgókapus, olimpikon                                                                                         | 1944      |
| szeptember 5.  | Ted Jourdan            | World Series bajnok amerikai baseballjátékos                                                                                        | 1961      |
| szeptember 10. | George Kelly           | World Series bajnok amerikai baseballjátékos, National Baseball Hall of Fame and Museum tag                                         | 1961      |
| szeptember 13. | Morris Kirksey         | olimpiai bajnok amerikai rögbijátékos, sprinter, pszichiáter                                                                        | 1981      |
| szeptember 15. | Hugh McQuillan         | World Series bajnok amerikai baseballjátékos                                                                                        | 1947      |
| szeptember 19. | Albert Hersoy          | olimpiai bronzérmes francia tornász                                                                                                 | 1979      |
| szeptember 28. | Whitey Witt            | World Series bajnok amerikai baseballjátékos                                                                                        | 1988      |
| október 13.    | Mike Gazella           | World Series bajnok amerikai baseballjátékos                                                                                        | 1978      |
| október 19.    | Anthony Conroy         | olimpiai ezüstérmes amerikai jégkorongozó                                                                                           | 1978      |
| október 20.    | Bjørn Skjærpe          | olimpiai ezüstérmes norvég tornász                                                                                                  | ?         |
| október 31.    | Les Darcy              | világbajnok középsúlyú ausztrál ökölvívó, Ökölvívó-hírességek Csarnoka tag                                                          | 1917      |
| november 10.   | Eric Carruthers        | / kanadai-brit olimpiai bronzérmes jégkorongozó                                                                                     | 1931      |
| november 14.   | Joe Carey              | amerikai amerikaifutball-játékos | 1962      |
| december 2.    | Erwin Casmir           | olimpiai ezüstérmes német vívó, sportvezető                                                                                         | 1982      |
| december 12.   | Beattie Ramsay         | olimpiai bajnok kanadai válogatott jégkorongozó                                                                                     | 1952      |
| december 16.   | Edouard Filliol        | svájci válogatott jégkorongozó, olimpikon                                                                                           | 1955      |
| december 18.   | Ture Hedman            | olimpiai bajnok svéd tornász | 1950      |
| december 24.   | Josef Uridil           | osztrák válogatott labdarúgó, edző                                                                                                  | 1962      |

## Halálozások
| Halálozás   | Név          | Nemzetiség, sportág, eredmények                                                                      | Születés |
| ----------- | ------------ | --- | -------- |
| január 1.   | Fergy Malone | amerikai baseballjátékos és menedzser                                                                | 1844     |
| október 3.  | Harry Wright | angol születésű amerikai baseballjátékos és menedzser, National Baseball Hall of Fame and Museum tag | 1835     |
| október 16. | Kid Summers  | amerikai baseballjátékos                                                                             | 1868     |